# Future GPX Cyber Formula: Road to the Evolution
Future GPX Cyber Formula: Road to the Evolution (新世紀GPXサイバーフォーミュラ ROAD TO THE EVOLUTION?, Shinseiki GPX Cyber Formula: Road to the Evolution) è un videogioco di corse futuristiche ispirato all'anime Future GPX Cyber Formula, sviluppato da Atelier Sai e pubblicato dalla Sunrise Interactive nel 2003 per PlayStation 2 e GameCube.